# Mikrovlnná trouba

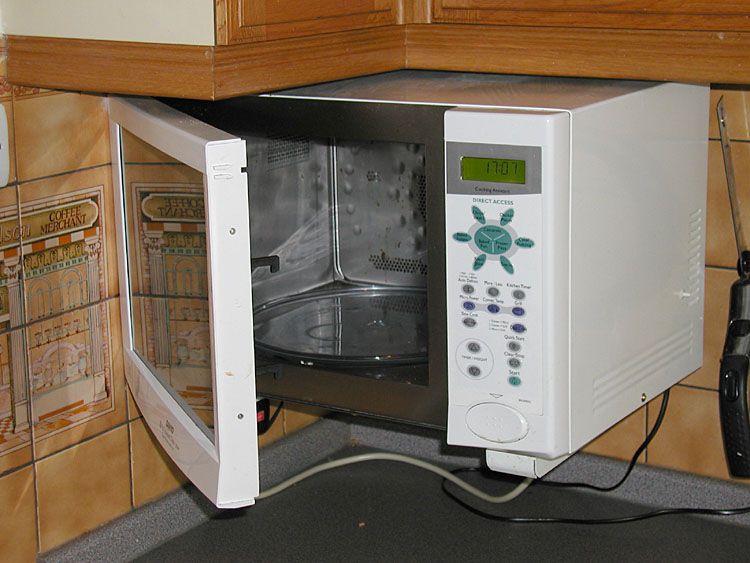
Mikrovlnná trouba

Mikrovlnná trouba (též mikrovlnka) je kuchyňský elektrický přístroj pro tepelnou úpravu pokrmů. Pro ohřev je využíváno elektromagnetické záření generované magnetronem o frekvenci kolem 2,4 GHz (viz bezlicenční pásmo Wi-Fi), které otáčí molekulami vody nacházejícími se v ohřívaném pokrmu. Nárazy otáčejících se molekul vody do sousedních molekul způsobují vznik tepla (podobně jako například rychle kmitající molekuly plynů v ohni narážejí do molekul ohřívaného kovu nebo přímo jídla). Protože by mohlo dojít ohřevem ke vzniku spálenin, je mikrovlnka kovová (kov elektromagnetické záření nepropouští) a vypne se automaticky po otevření dvířek.

## Historie
Jako první popsal princip oscilace magnetronu již v roce 1924 profesor Přírodovědecké fakulty Univerzity Karlovy v Praze August Žáček. Využití zahřívání potravin tímto principem objevil Percy Spencer v roce 1945. První mikrovlnná trouba byla vyvinuta v USA koncem 40. let 20. století. V roce 1947 uvedla firma Raytheon na trh první komerčně využitelnou mikrovlnnou troubu. Ta byla téměř dva metry vysoká, vážila kolem 400 kilogramů a stála 3000 dolarů. Vysloužila si přezdívku Radar range. Tyto první výrobky se používaly výlučně v restauracích, jídelních vagonech a oceánských parnících, tedy všude tam, kde bylo třeba rychle ohřát velká množství jídel.
První trouby určené pro domácnosti se v prodeji objevily až v roce 1955. Stály kolem 1300 dolarů, ale stále byly pro průměrnou kuchyni velmi objemné. Díky japonskému vývoji menších magnetronů se první skutečně kompaktní mikrovlnky objevily až v roce 1967, tehdy stály těsně pod 500 dolarů. Od té doby se použití mikrovlnné trouby značně rozšířilo a doznala také několika technických vylepšení.

### Československo
Roku 1962 byl v Československu ražen název magnetron gril, ujalo se však pojmenování mikrovlnná trouba.
Zahájení výroby tuzemské mikrovlnné trouby v podniku Elektro–Praga Hlinsko bylo v tisku avizováno na konec roku 1989.

## Technologie

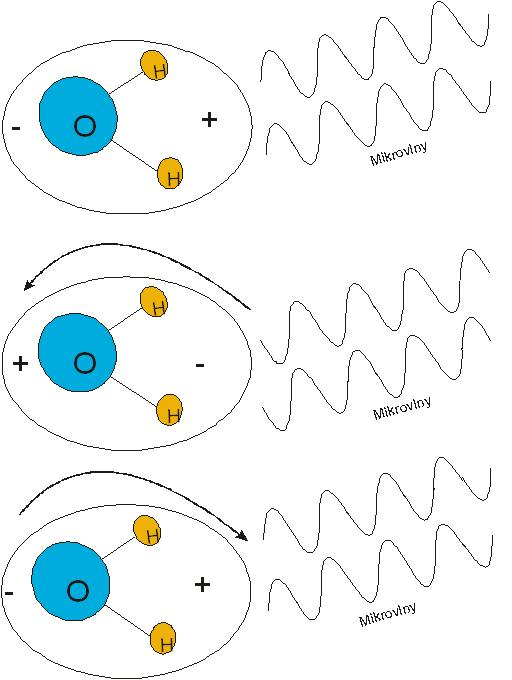
Působení mikrovlny na molekulu vody

Tepelná úprava pokrmu je v mikrovlnné troubě prováděna za pomoci elektromagnetického záření obvykle o frekvenci 2,45 GHz tj. s vlnovou délkou 12,24 centimetrů. Toto mikrovlnné záření je v pokrmu schopno rozkmitat částice, zejména molekuly vody, stejně jako při „klasických“ způsobech šíření tepla. Přitom mikrovlny pronikají dovnitř pokrmu, a tím dochází k relativně velmi rychlému zahřátí celku.
Mikrovlnné záření je generováno pomocí magnetronu a vyzařováno do ohřívacího prostoru. Ten má kovový povrch, kterým záření nemůže proniknout. Dvířka jsou pokryta kovovou mřížkou, jejíž otvory jsou mnohem menší než vlnová délka mikrovlnného záření, představuje proto skoro stejnou překážku pro vlny jako plný kov. Ohřívací prostor mívá rozměry odpovídající celým násobkům poloviny vlnové délky použitého záření, takže dochází ke vzniku stojatého vlnění. K nejúčinnějšímu ohřevu proto dochází v kmitnách vlnění. Aby byl ohřev pokrmů rovnoměrnější, umísťují se zpravidla na otočný podnos; otáčení zajišťuje, že kmitny postupně procházejí různými místy pokrmu.

## Vliv mikrovlnného ohřevu na potraviny
O účincích netermálního vlivu na potraviny se pořád vede vědecká diskuze. Metastudie často ukazují na špatně nastavené podmínky experimentů, a tedy na nízkou důvěryhodnost jejich závěrů.
K tomu, aby např. došlo k změně molekul „jídla“, je potřeba ionizace a ionizující záření. Mikrovlnné záření je však zářením neionizujícím. Při ohřívání jídla dochází k degradaci vitamínů či aminokyselin. K těmto změnám však dochází i při ohřevu konvenčními metodami. Vysvětlení teorie vybuchujících vajec, která tvrdí, že je to ukázka škodlivosti pro pokrm i člověka, je prosté. Objem vody a objem vodní páry, pocházející z totožného množství vody, je velice odlišný. Pára má několikrát větší objem, a proto dochází k expanzi, následnému úniku a proražení skořápky vajíčka. Proto ohříváme vejce v mikrovlnce pouze ve vodě.
Například proteiny může netermálně ovlivnit ohřev v mikrovlnné troubě, ale ohřev klasickým způsobem způsobuje ještě větší změny. Záření vysoké intenzity může měnit terciární strukturu bílkovin a tak i jejich funkčnost. Tato intenzita ale musí být násobně vyšší, než jakou generují běžné domácí spotřebiče.
Působení mikrovln (vysokofrekvenčního pole) na člověka má také pouze tepelné účinky. Jediný prokázaný efekt je ohřátí tkáně . Přesto IARC od roku 2011 klasifikuje elektromagnetické záření jako podezřelý karcinogen (skupina 2B).
Potraviny jsou ohřívány v nádobí. Vlivem ohřevu v mikrovlnné troubě ale může docházet k většímu uvolňování chemických látek z těchto nádob. Týká se to například plastů, a to i těch určených pro použití v mikrovlnné troubě.